# Anhembi
Anhembi is een gemeente in de Braziliaanse deelstaat São Paulo. De gemeente telt 5.766 inwoners (schatting 2009).

## Geografie

### Hydrografie
De plaats ligt aan de rivier de Tietê en het stuwmeer Represa de Barra Bonita. De rivieren Alambari en Rio do Peixe monden uit in de Tietê en maken deel uit van de gemeentegrens. De rivieren de Riberão dos Remédios en Ribeirão do Chapéu monden ook uit in de Tietê.

### Aangrenzende gemeenten
De gemeente grenst aan Bofete, Botucatu, Conchas, Piracicaba, Santa Maria da Serra en São Pedro.